# امبرائر

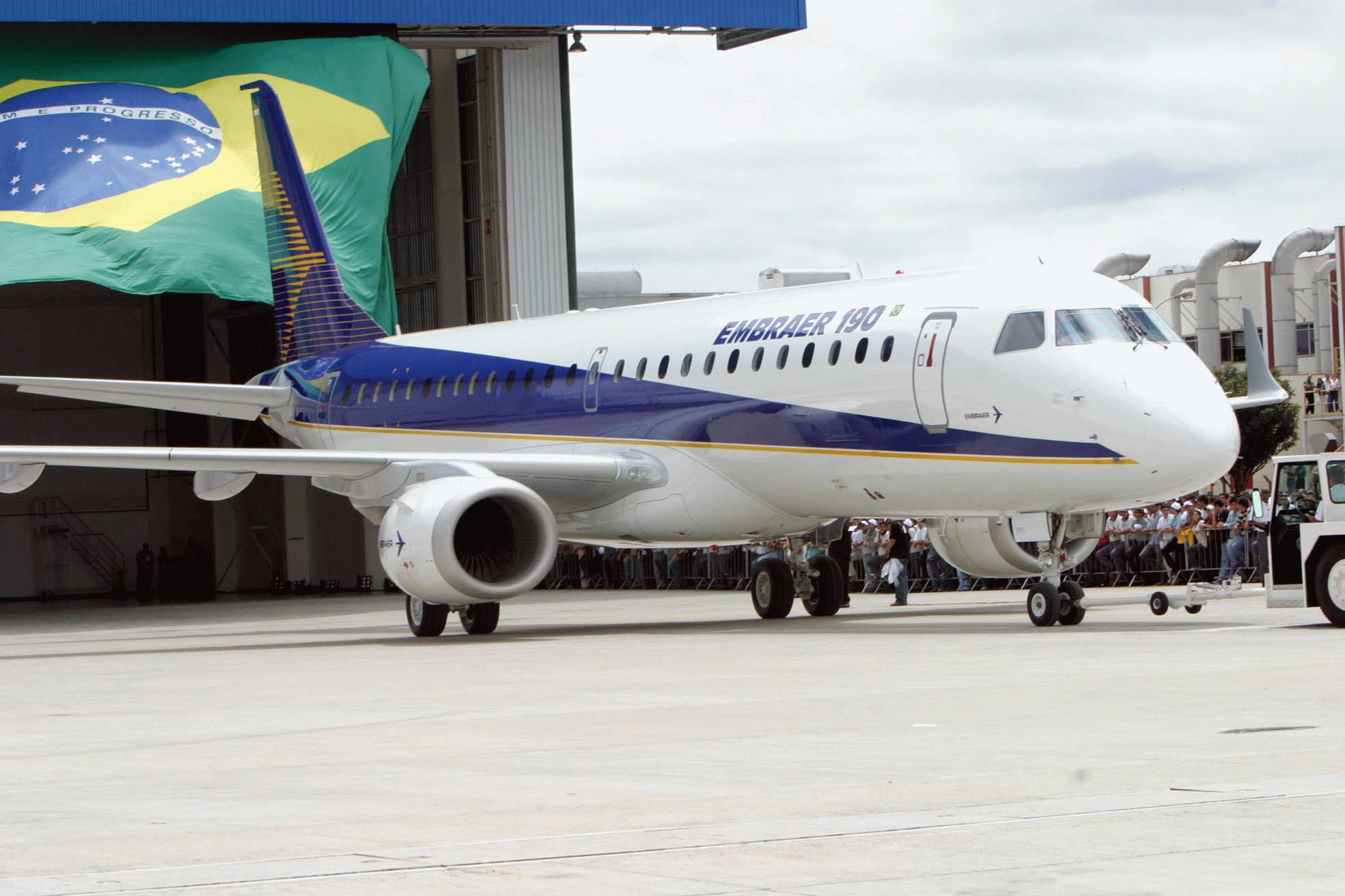
امبرائر ۱۹۰

امبرائر (به پرتغالی: Embraer) شرکت هوافضای برزیلی است، که در زمینه ساخت هواپیماهای مسافربری، باری و نظامی، همچنین تولید جنگ‌افزار و نیز ارائه خدمات و فناوری‌های هوافضا فعالیت می‌نماید. این شرکت پس از بوئینگ و ایرباس، سومین سازنده هواپیماهای غیرنظامی در جهان است.
دفتر مرکزی شرکت امبرائر در شهر سائو خوزه دوس کامپس، برزیل قرار دارد و بخشی از سهام آن در بازارهای بورس نیویورک و بورس سائوپائولو معامله می‌شود. سهام‌داران اصلی شرکت امبرائر شامل؛ گروه بوزانو ۱۱٪، سیستل ۷٪، ئی‌ای‌دی‌اس ۲٪، گروه صنعتی داسو ۲٪، تیلز ۲٪، سافران ۱٪ و دولت برزیل ۰٫۳٪ می‌باشد. از تولیدات این شرکت می‌توان به هواگردهای امبرائر ئی-جت و امبرائر ای‌آرجی ۱۴۵ اشاره کرد.

## تاریخچه
شرکت امبرائر در سال ۱۹۶۹ توسط دولت برزیل تأسیس شد. تا سال ۱۹۷۵ فروش این شرکت فقط در بازار داخلی بود.
در ابتدای دهه ۱۹۹۰ این شرکت تا مرز ورشکستگی پیش رفت، که در سال ۱۹۹۴ با آغاز فرایند خصوصی‌سازی توسط دولت برزیل، از ورشکستگی نجات یافت.

## هواپیماهای تولیدی

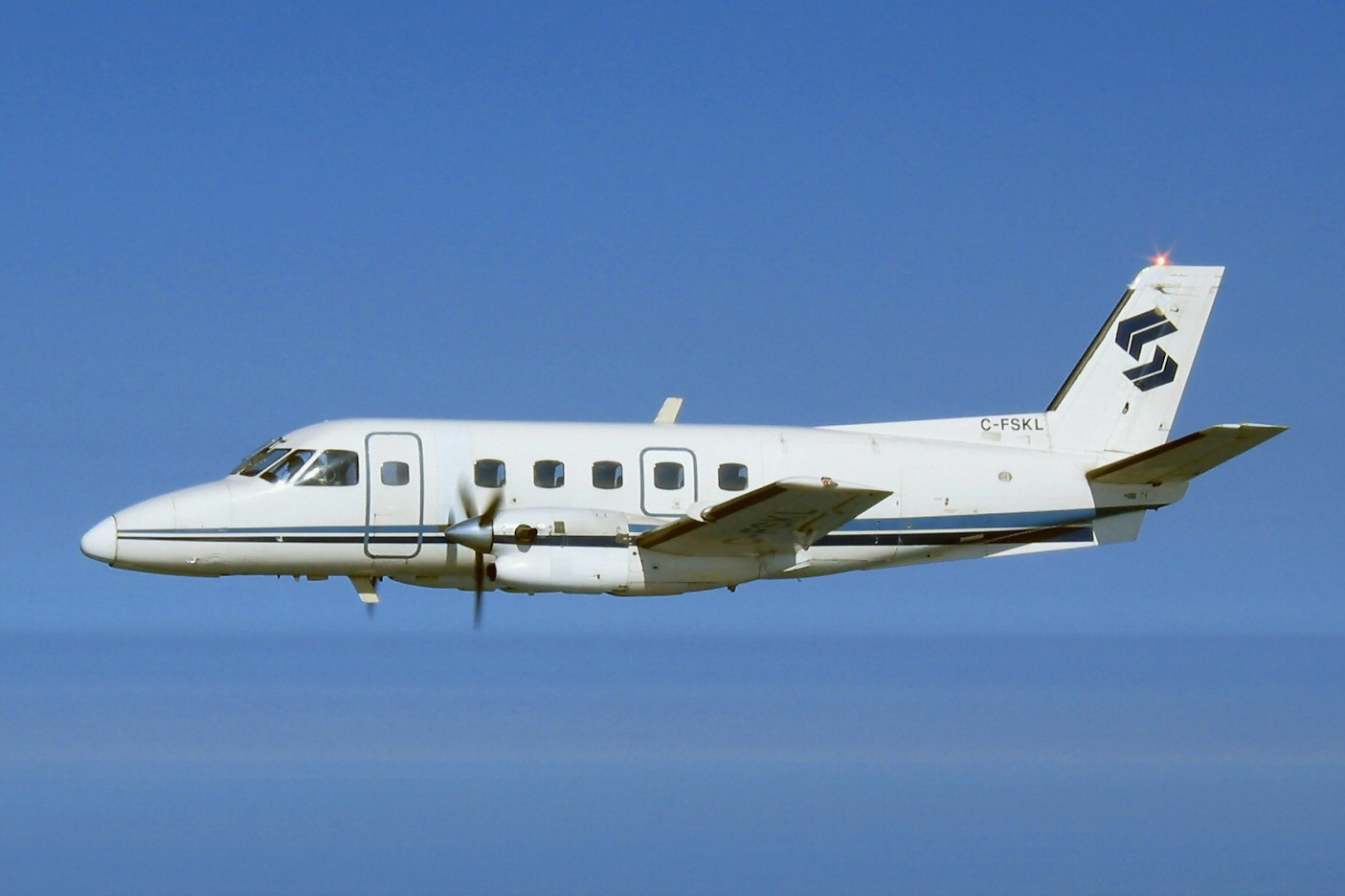
امبرائر ئی‌ام‌بی ۱۱۰ باندیرانته
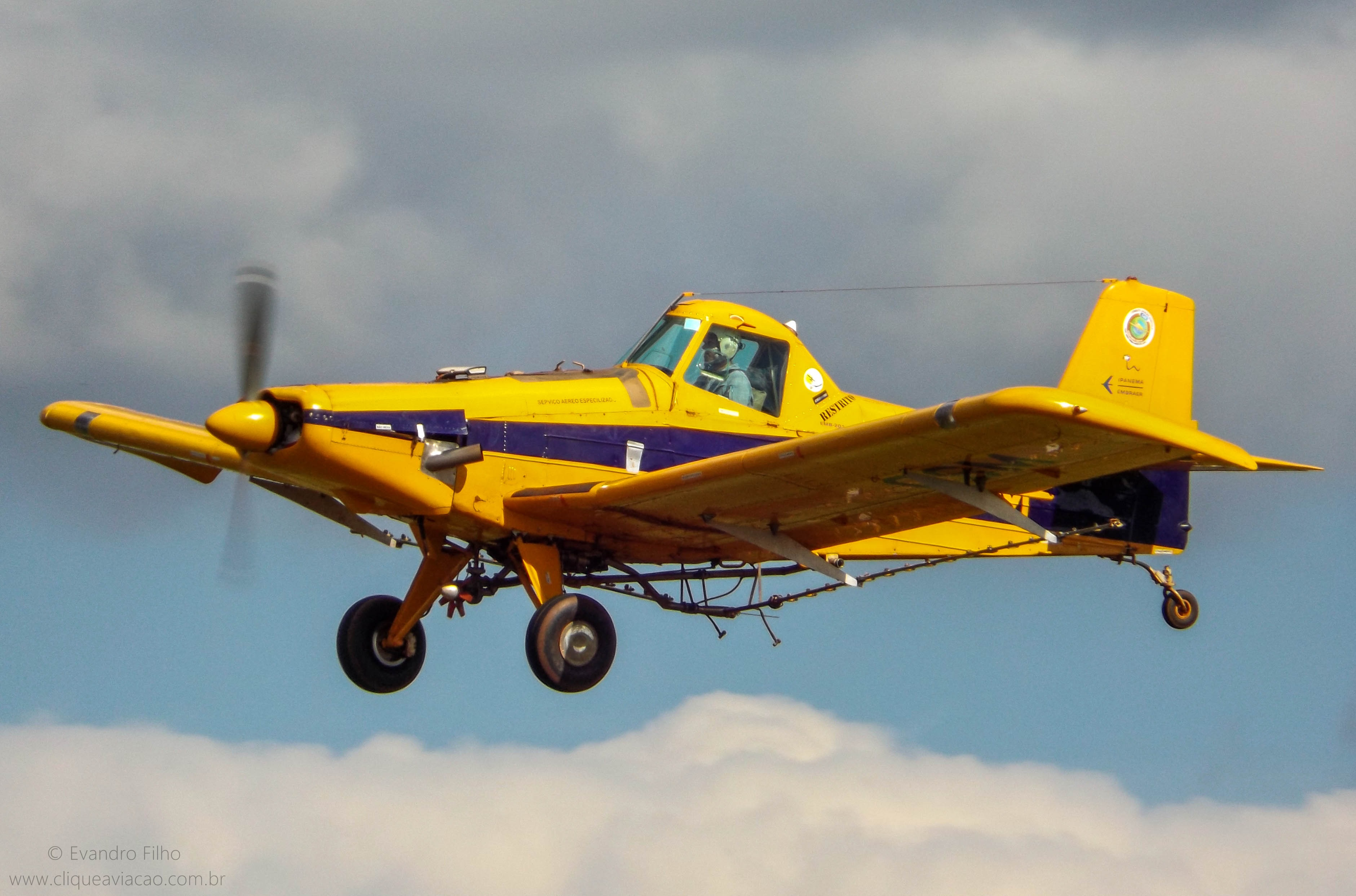
امبرائر ئی‌ام‌بی ۲۰۲ ایپانما
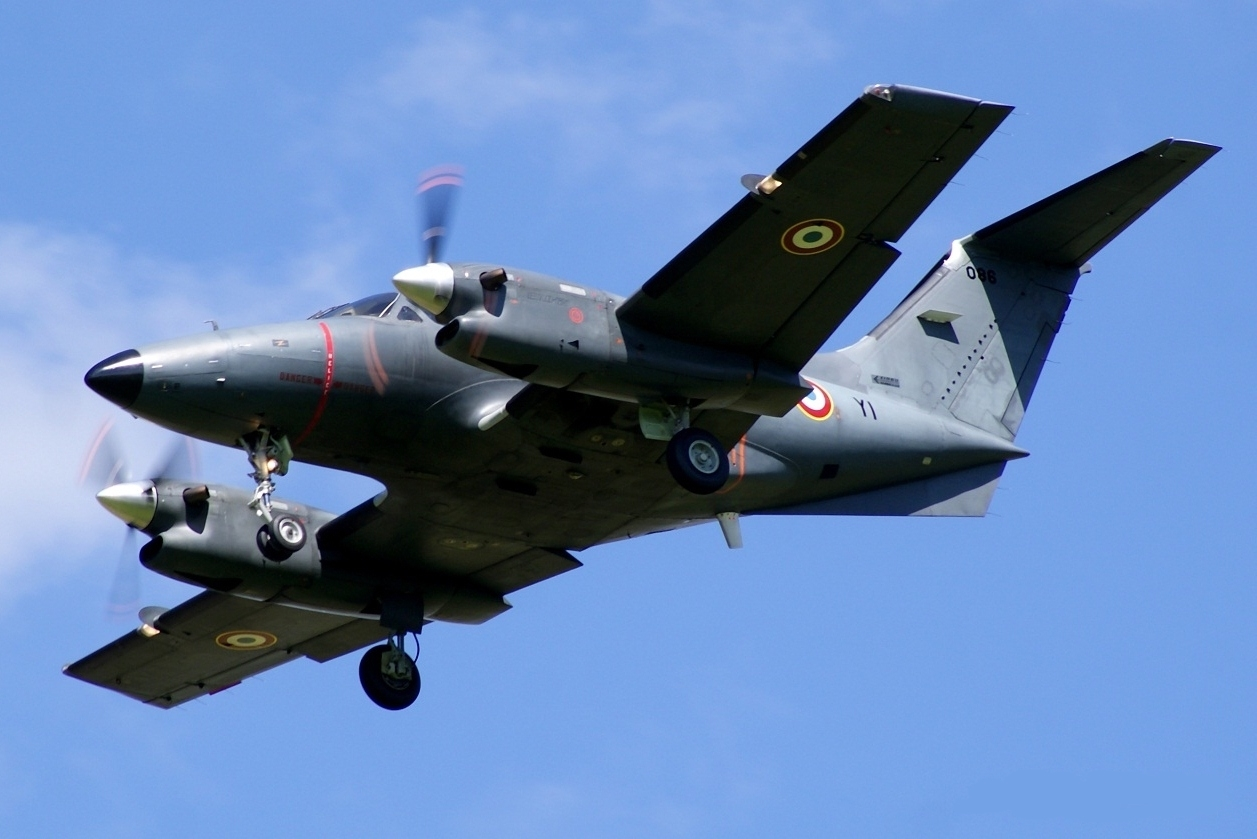
امبرائر ئی‌ام‌بی ۱۲۱ شینگو
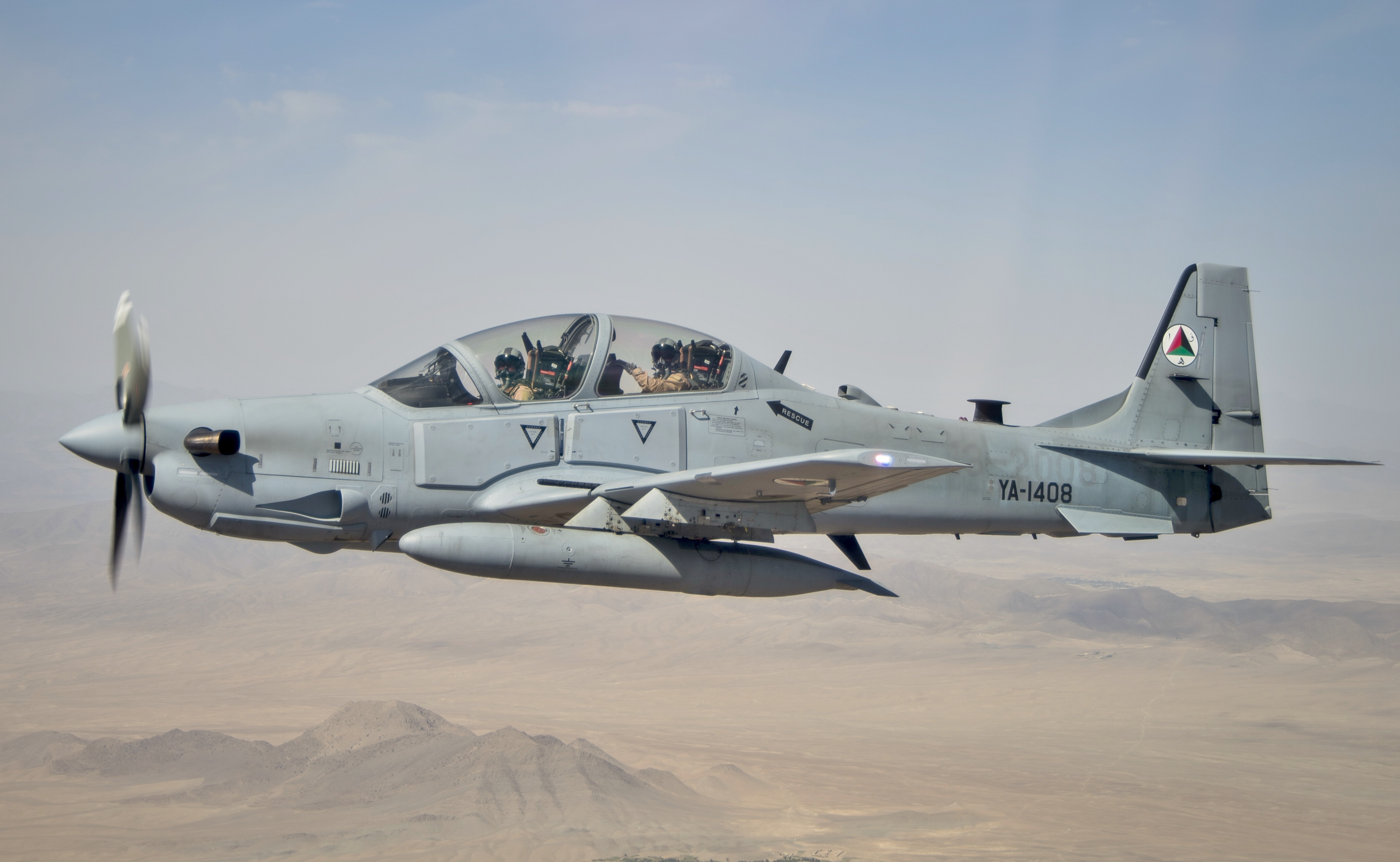
امبرائر ئی‌ام‌بی ۳۱۲ توکانو/314 Super T.
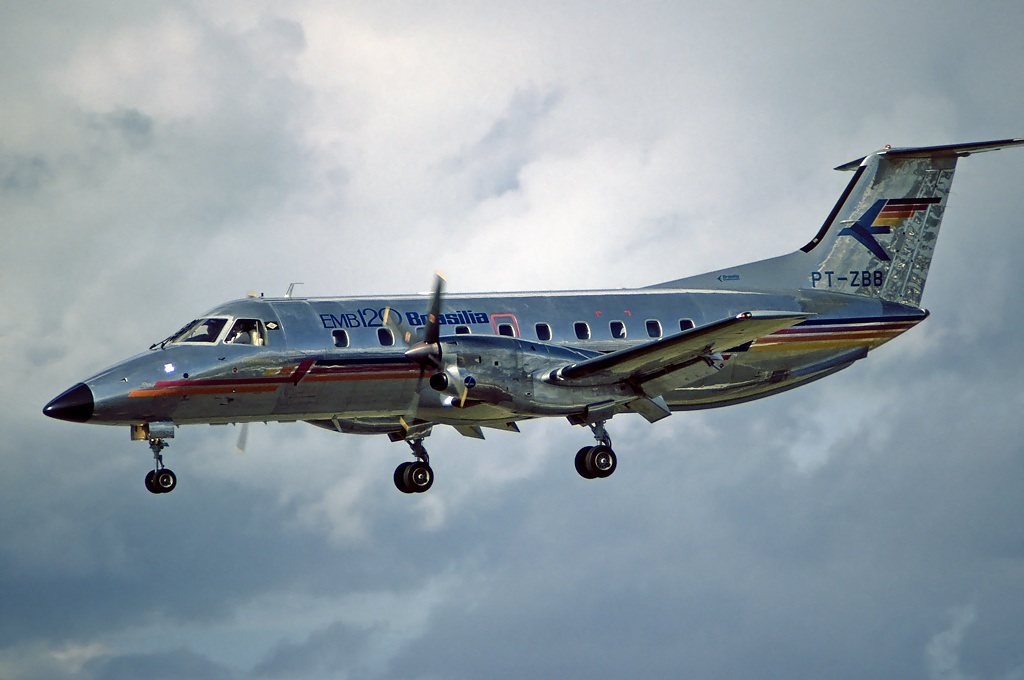
امبرائر ئی‌ام‌بی ۱۲۰ برازیلیا
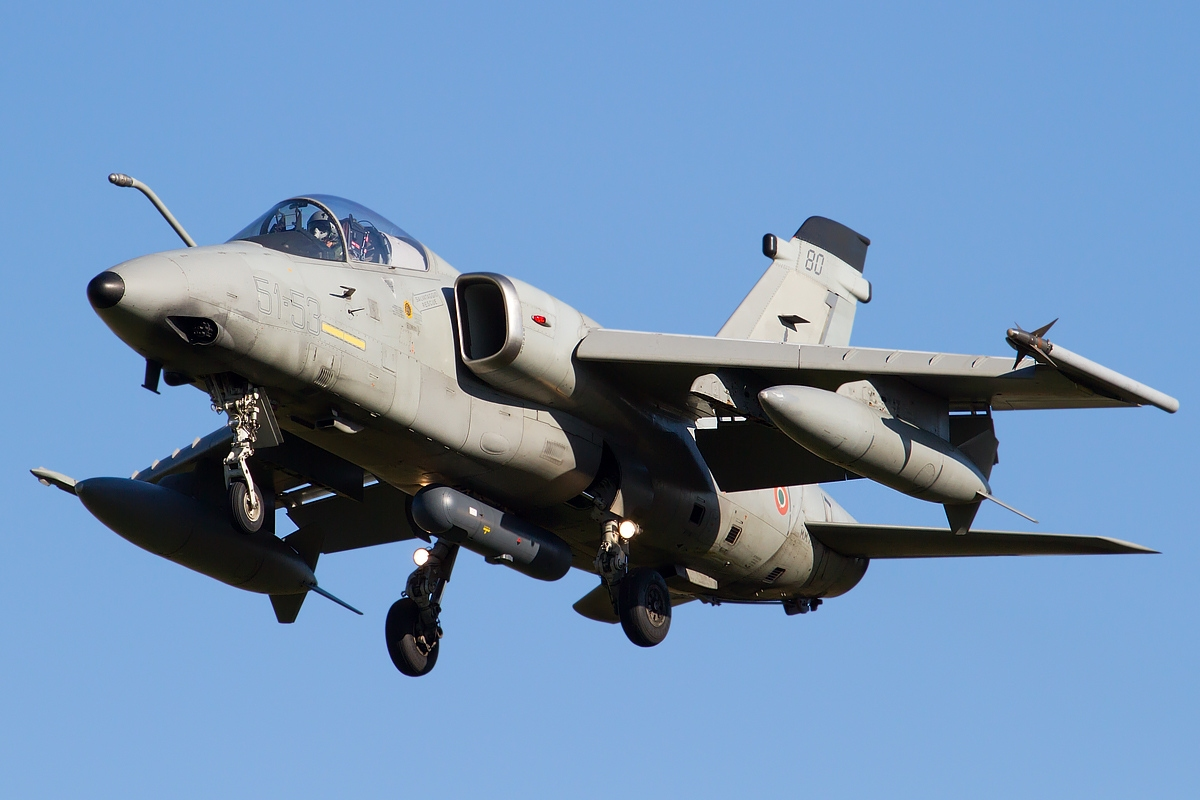
ای‌ام‌ایکس
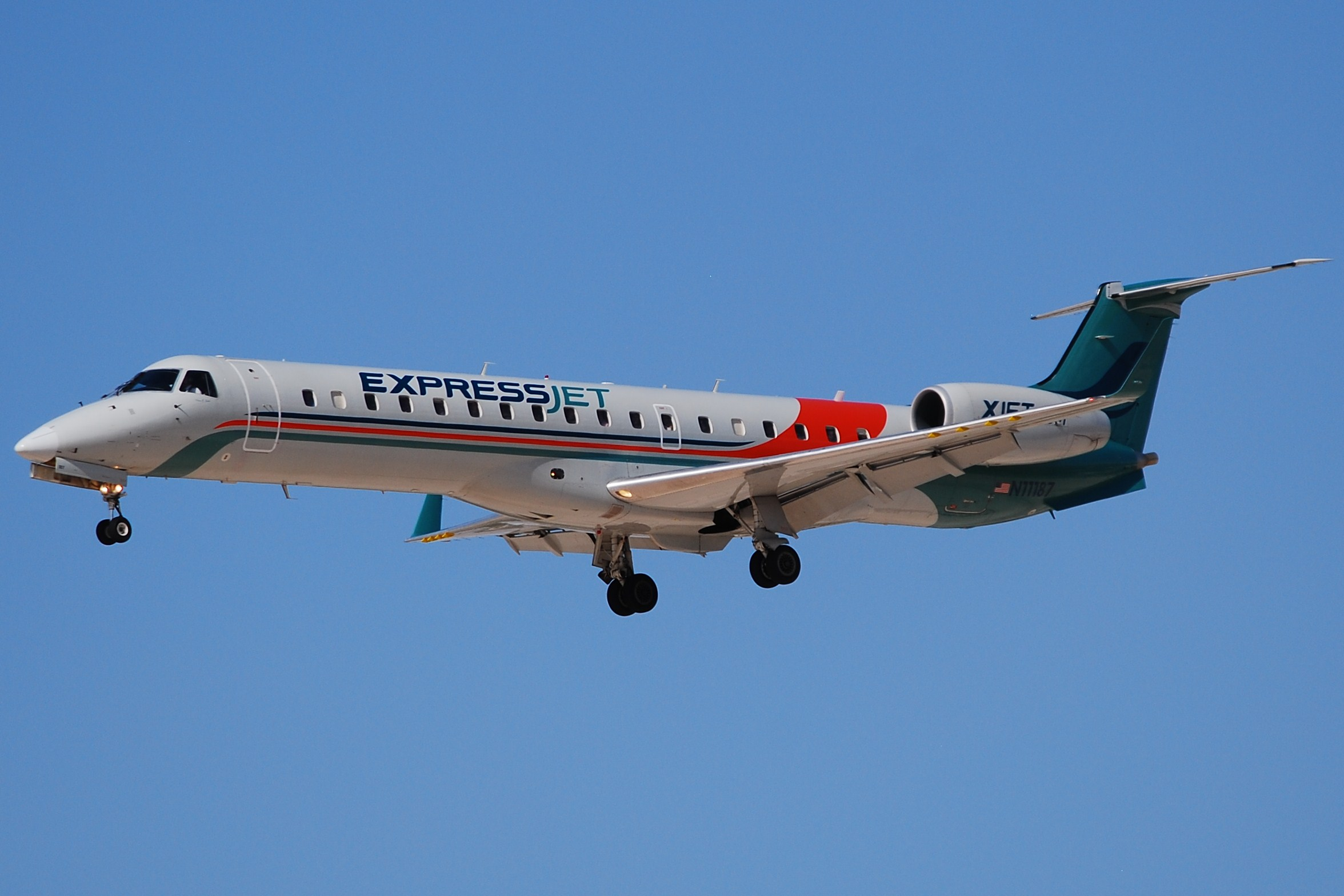
خانواده امبرائر ئی‌آرجی/Legacy 600/R-99
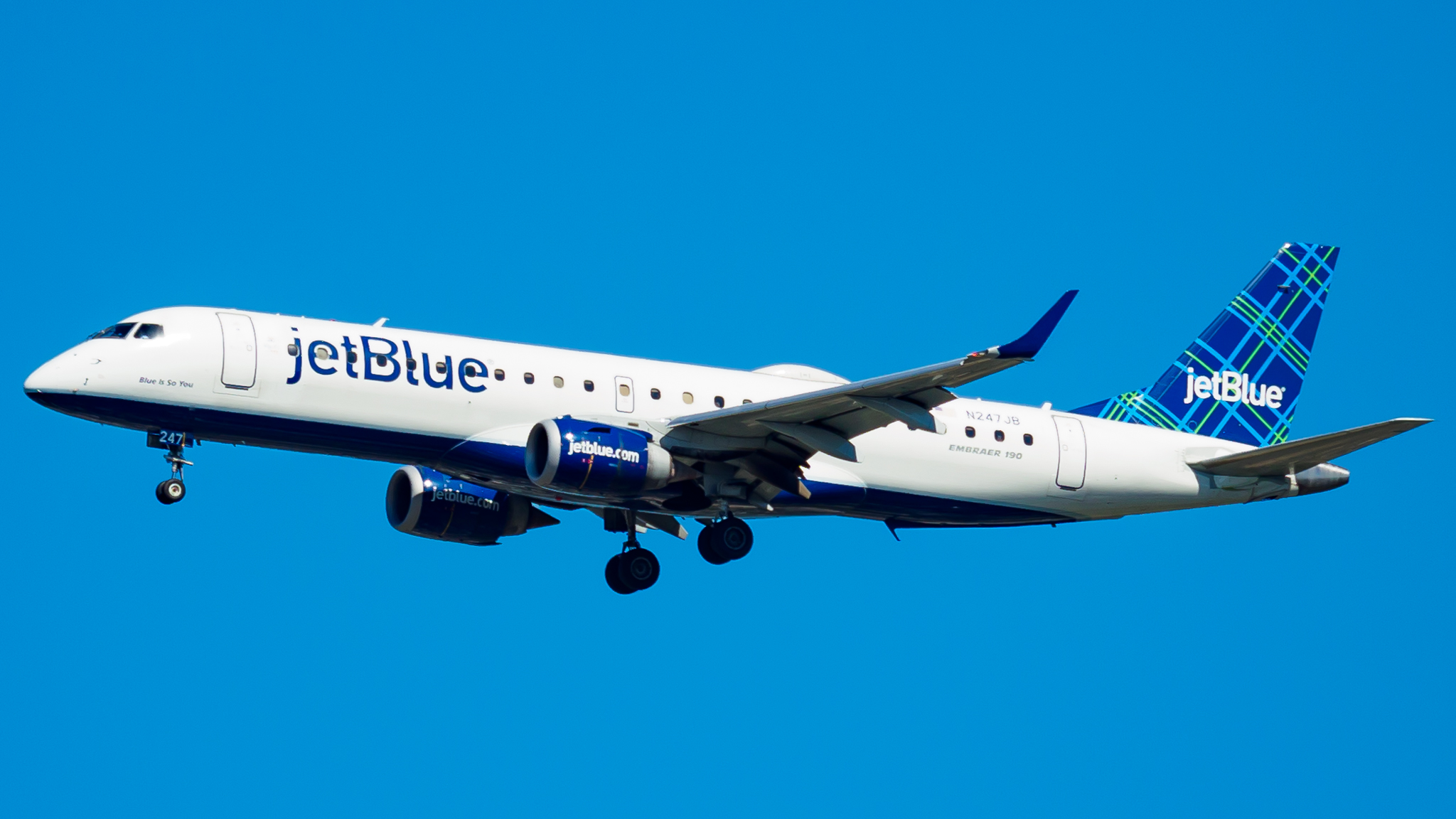
خانواده امبرائر ئی-جت/Lineage 1000/E-Jet E2
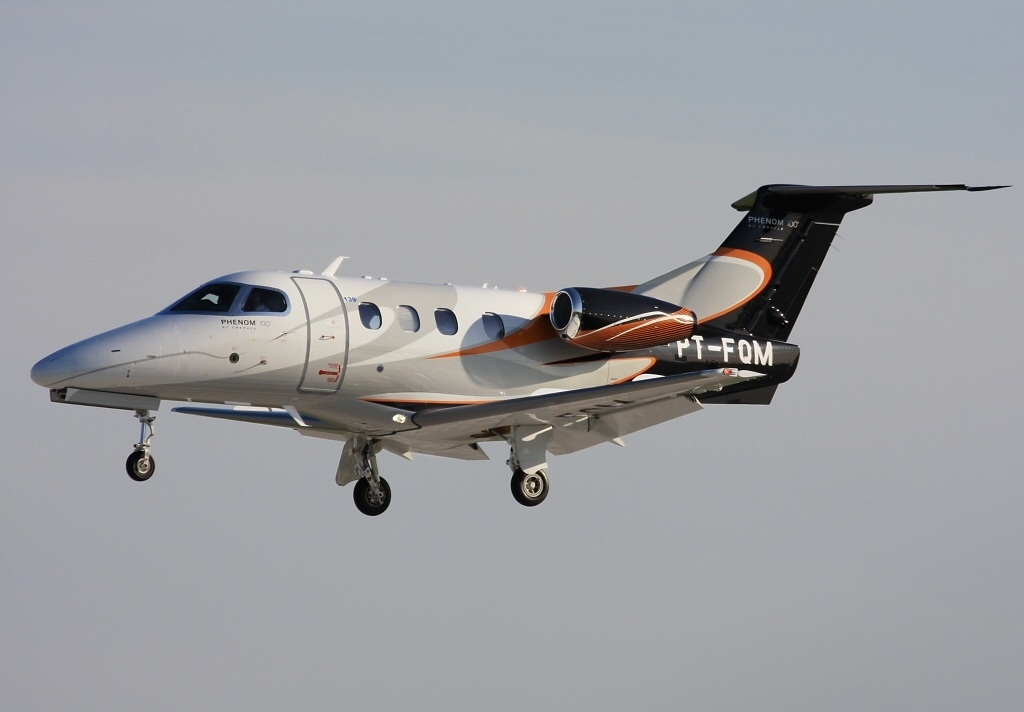
امبرائر فنوم ۱۰۰
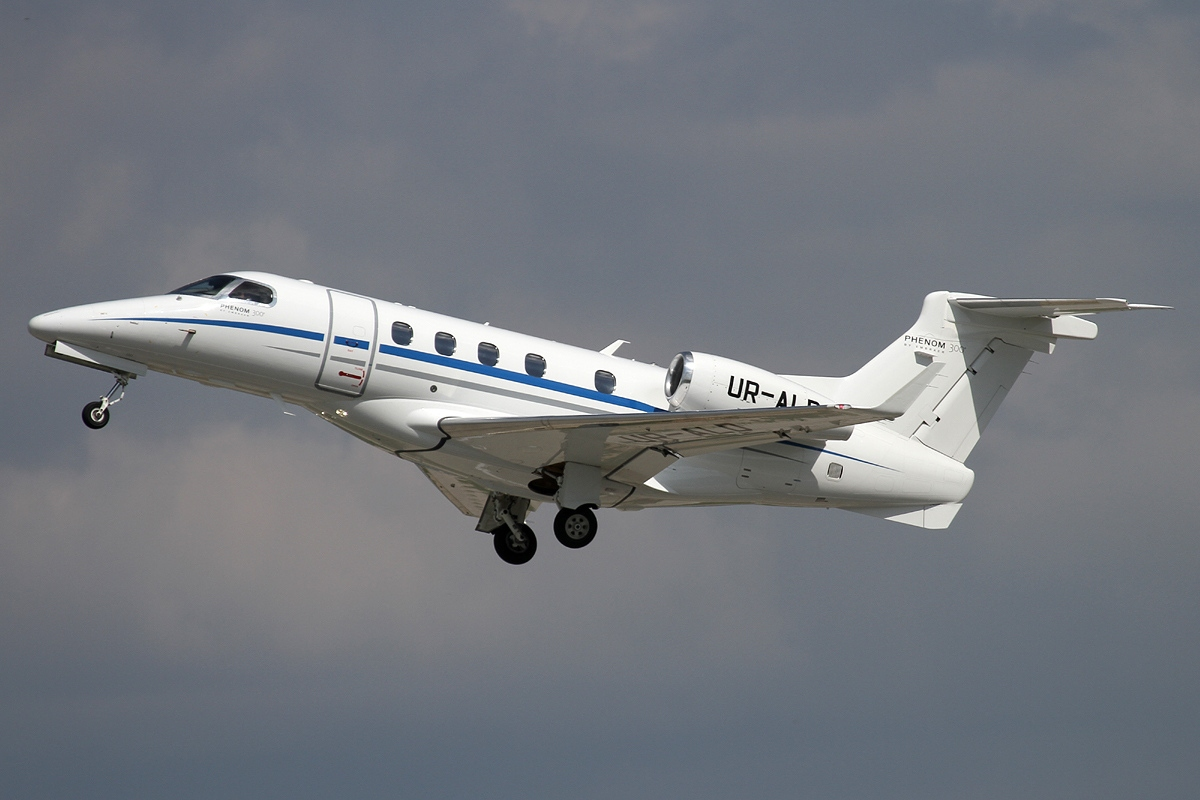
امبرائر فنوم ۳۰۰
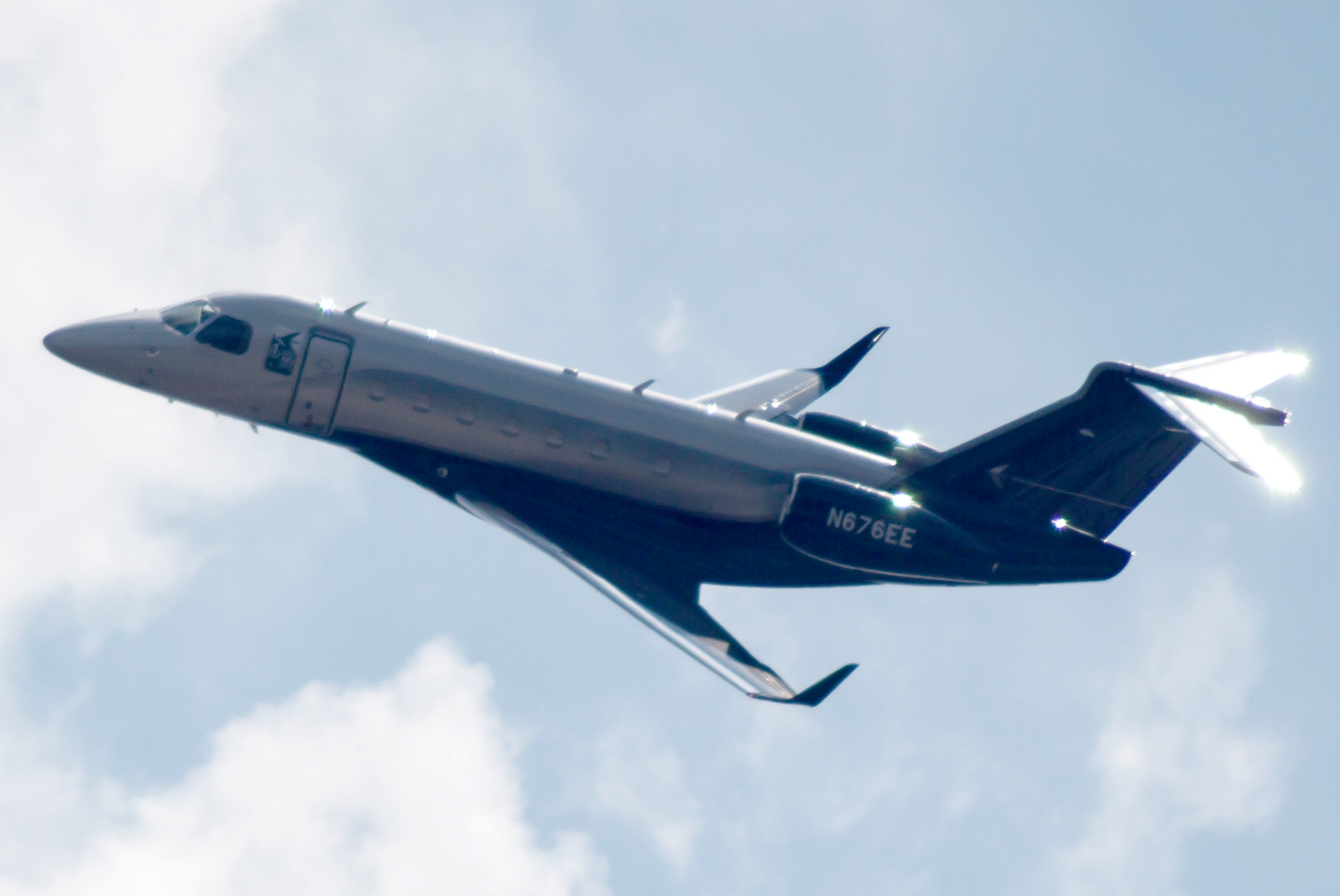
Embraer Legacy 450/500 and Praetor 500/600
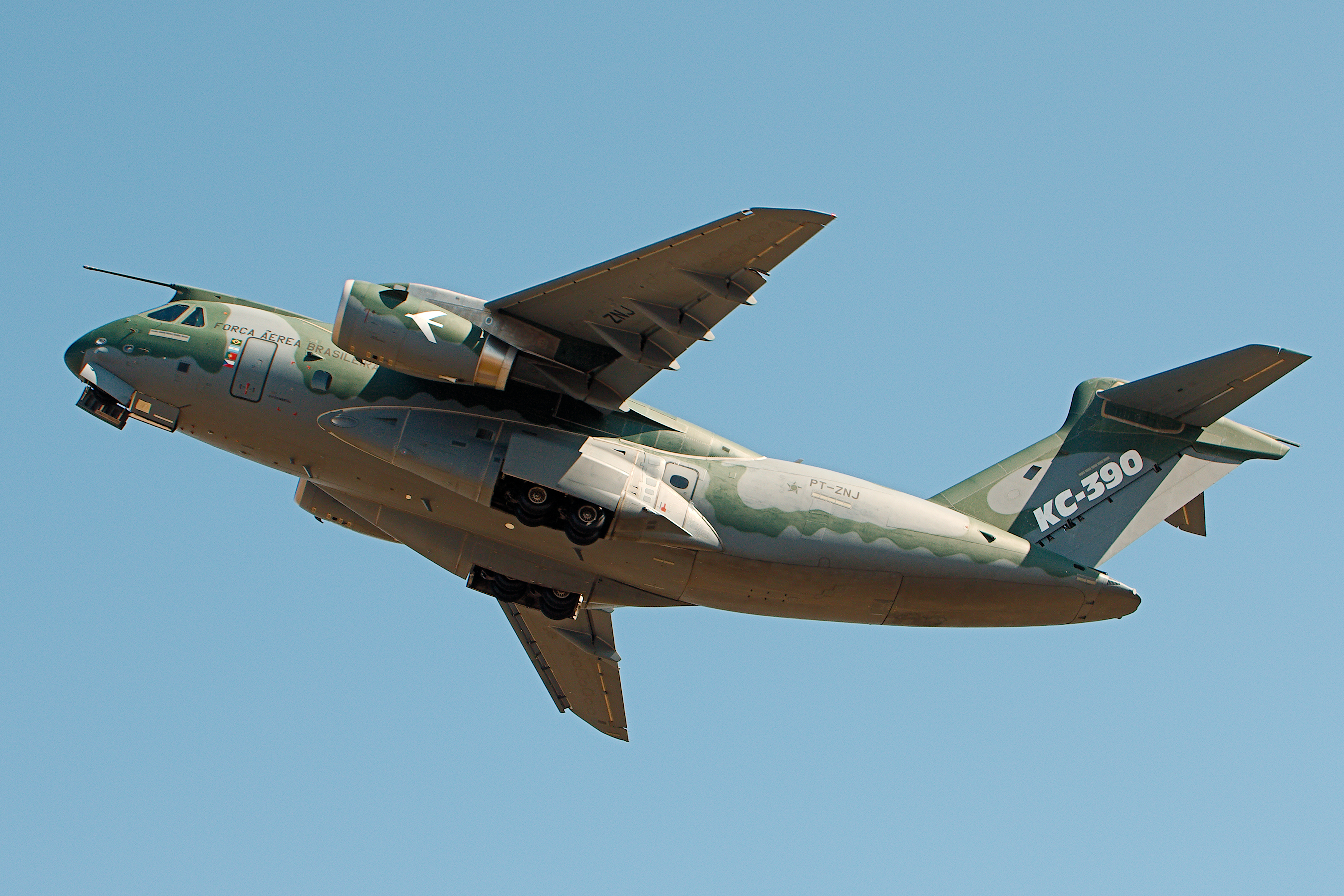
امبرائر سی-۳۹۰ میلنیوم